# Kağıthane
Kâğıthane (griechisch Γλυκά Νερά Glykà Nerà) ist eine Stadtgemeinde (Belediye) im gleichnamigen Ilçe (Landkreis) der Provinz Istanbul in der türkischen Marmararegion und gleichzeitig ein Stadtbezirk der 1984 gebildeten Büyükşehir belediyesi İstanbul (Großstadtgemeinde/Metropolprovinz). Kağıthane liegt auf der europäischen Seite der Großstadt und ist seit der Gebietsreform ab 2013 flächen- und einwohnermäßig identisch mit dem Landkreis.

## Geografie
Kağıthane grenzt im Westen an Eyüpsultan, im Nordosten und Südosten an den zweigeteilten Kreis Şişli, im Osten an Beşiktaş und im Süden an Beyoğlu. Der eher kleine Kreis belegt Platz 16 in der Rangliste der bevölkerungsreichsten Stadtbezirke/Kreise.

## Verwaltung
Durch das Gesetz 3392 wurden 1987 in der Provinz Istanbul vier neue Kreise gebildet: Büyükçekmece, Küçükçekmece, Ümraniye und eben Kağıthane. Er gehörte bis 1954 zum Kreis Beyoğlu und wurde dann 1954 in den neugebildeten Kreis Şişli übernommen. In den 1970er Jahren wurde es zur Belediye erhoben und nach 1980 in die Stadt Şişli  eingegliedert, in den Volkszählungsergebnissen von 1985 wird im Kreis Şişli nur noch die Kreisstadt aufgeführt.
Von der Kreisstadt Şişli wurden 1987 acht Mahalle abgetrennt, die die neue Stadt Kağıthane bildeten, die zugleich die einzige im neugeschaffenen Kreis war (und auch noch ist).
Gegenwärtig leben in jedem der mittlerweile 19 Mahalle im Durchschnitt 23.295 Menschen, 39.021 im bevölkerungsstärksten (Hamidiye Mah.). Nur ein Mahalle hat weniger als 10.000 Einwohner.

## Geschichte
Kâğıthane war im 17. Jahrhundert ein bevorzugter Ausflugsort und Jagdrevier des Sultans, vermutlich weil man es bequem mit Boot über das Goldene Horn erreichen konnte. Der gleichnamige Bach war eine Paradestrecke für die ortstypischen Boote (türkisch kayık). Während der Ära der Tulpenzeit, die von 1718 bis 1730 andauerte, war Kağıthane ein beliebter Ort von İstanbul. Während dieser Zeit wurden ca. 100 Gebäude/Villen (türkisch Köşk) errichtet, wovon sich der Name Kiosk ableitet. Das vorher kriegerische Imperium widmete sich der Tulpenzucht.
Diese Ära, die auch durch Luxus und Prunksucht geprägt war, endete durch den Patrona-Halil-Aufstand, der den Namen seines Urhebers Patrona Halil trägt. Bei diesem Aufstand wurden die Prunkvillen in Kâğıthane weitgehend vernichtet. Die Tulpenzuchten wanderten kurz danach nach Holland aus. Im 20. Jahrhundert bewirkte die Industrialisierung das Ende des ländlichen Ortes und eine rapide Verstädterung. Um 1900 wurden in der strategisch günstig gelegenen Region erste Fabriken erreicht, darunter Getreidemühlen und eine Papierfabrik, von der der Stadtteil seinen Namen hat (türkisch Kâğit hane „Papierhaus“). Wohnbebauung gab es bis zur Mitte des 20. Jahrhunderts praktisch keine. Die Besiedlung begann in den 1950er Jahren mit Arbeitsmigranten aus Anatolien, die in den Fabriken, auf Baustellen und im Dienstleistungsbereich arbeiteten und hier provisorische Behausungen errichteten, die so genannten Gecekondus. Mit der Zeit wurde diese legalisiert und später durch Mietwohnungen ersetzt. Der Arbeiterstadtteil wurde so zu einem der Zentren des boomenden Istanbuler Immobilienmarktes, da in Kâğıthane zahlreiche Geschäftsgebäude und Wohnungen für die Mittelschicht gebaut wurden.

## Bevölkerung
Ergebnisse der Volkszählungen aus E-Books der Originaldokumente.
| Einwohner | 1.180 | 1.210 | 3.503 | 1.431 | 3.084 | 22.818 | 56.157 | 111.427 | 164.448 | 175.540 | 269.042 | 345.239 |

Nachfolgende Tabelle zeigt die Bevölkerungsfortschreibung des Kreises/des Stadtbezirks Kağıthane. Die Daten wurden durch Abfrage über das MEDAS-System des Türkischen Statistikinstituts TÜIK nach Auswahl des Jahres und der Region ermittelt.
| Jahr         | 2007    | 2008    | 2009    | 2010    | 2011    | 2012    | 2013    | 2014    | 2015    | 2016    | 2017    | 2018    | 2019    | 2020    |
| ------------ | ------- | ------- | ------- | ------- | ------- | ------- | ------- | ------- | ------- | ------- | ------- | ------- | ------- | ------- |
| Einwohner000 | 418.229 | 415.130 | 413.797 | 416.515 | 419.865 | 421.356 | 428.755 | 432.230 | 437.942 | 439.685 | 442.694 | 437.026 | 448.025 | 442.415 |

## Persönlichkeiten
- Muhammed Gümüşkaya (* 2001), Fußballspieler
- Bertuğ Yıldırım (* 2002), Fußballspieler
- Yasin Özcan (* 2006), Fußballspieler
- Mustafa Hekimoğlu (* 2007), Fußballspieler